# Henry Welsford
Henry Reed Welsford (ur. 14 czerwca 1900 w Pittston, zm. w kwietniu 1974 w Pitsburgu) – amerykański wioślarz, brązowy medalista olimpijski.
Wystąpił na igrzyskach olimpijskich w Paryżu w 1924, gdzie reprezentanci Stanów Zjednoczonych w składzie: Robert Gerhardt, Sidney Jelinek, Edward Mitchell, Henry Welsford i John Kennedy (sternik) zdobyli brązowy medal w czwórkach ze sternikiem. W finale wyprzedzili ich Szwajcarzy i Francuzi. Był to jego jedyny start olimpijski.
Studiował na United States Naval Academy, jednak nie ukończył nauki.